# Église de scientologie de France

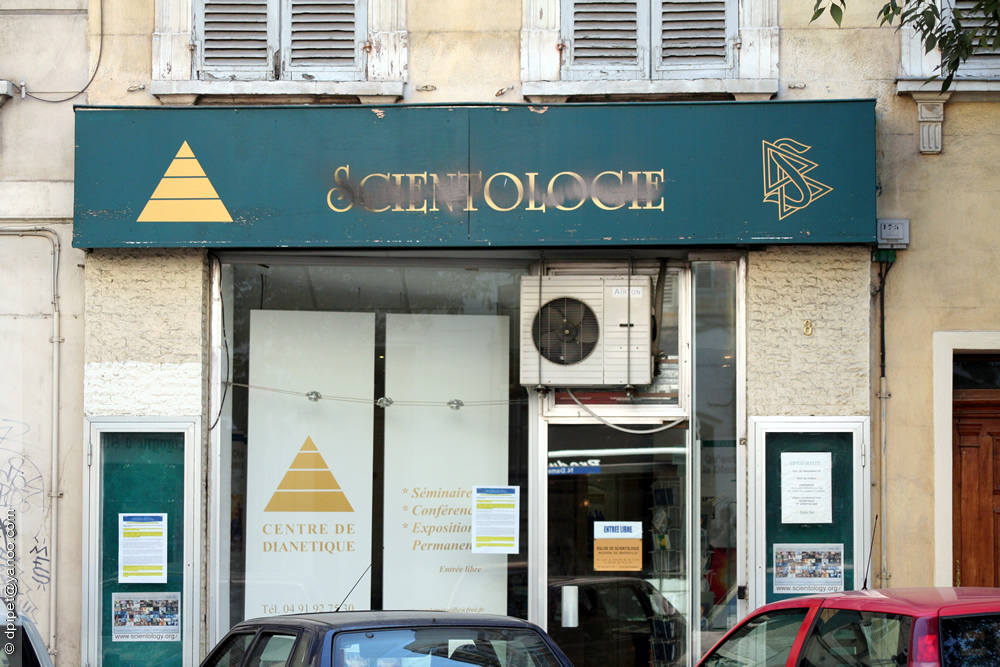
Un bureau de la Scientologie à Marseille

L'Église de scientologie de France est l'organisme chargé de représenter et diffuser la scientologie sur le territoire français. Sa dimension sectaire est la source de plusieurs affaires judiciaires et scandales, qui représentent le vecteur principal de sa notoriété. Elle existe en France depuis 1959 et ses effectifs sont incertains, les chiffres donnés variant entre quelques centaines (selon un témoignage d'ancien scientologue) et 40 000 (selon l'organisme lui-même).

## Histoire

### Aux États-Unis
La scientologie a été fondée en 1952 aux États-Unis par l'auteur de science-fiction L. Ron Hubbard, et s'est ensuite étendue à l'international. Aux États-Unis, elle est notamment connue pour avoir remporté une bataille juridique contre l'IRS, réputé être imbattable sur ce terrain, et pour avoir fait de Tom Cruise son membre le plus célèbre.

### En France
L’Église de Scientologie en France, malgré sa dimension religieuse intrinsèque, est organisée en association à but non lucratif et non en communauté religieuse, afin de bénéficier des avantages de la loi de 1901 plutôt que des contraintes de la loi de 1905 sur la séparation des Églises et de l'État. Un rapport parlementaire de 1995 catégorise la Scientologie comme une secte,, elle est donc sous la surveillance de la MIVILUDES et de ses prédécesseurs (Observatoire interministériel sur les sectes et interministérielle de lutte contre les sectes),. Dans son rapport de 2006, la MIVILUDES qualifiait la Scientologie de « secte dangereuse ».
En France, sept membres de haut rang de l’Église de Scientologie ont été condamnés, notamment pour fraude et incitation au suicide.

## Statut juridique
En 1978, L. Ron. Hubbard a été condamné par contumace pour fraude, écopant d'une amende de 35 000 francs[Information douteuse] et de quatre ans de prison[réf. nécessaire] Le directeur de l’Église de Scientologie en France a été condamné à un an de prison avec sursis lors du même procès.
Depuis 1995, certaines autorités ont qualifié la Scientologie de secte, comme il apparaît dans un rapport de l'Assemblée Nationale. De ce fait, l'État est de manière générale hostile à la Scientologie,. En 1999, le rapport d'une commission gouvernementale d'enquête sur les agissements financiers des sectes a recommandé la dissolution de l’Église de Scientologie pour cause d'escroquerie, complicité d'escroquerie, abus de confiance et autres activités néfastes. Un rapport gouvernemental de 2000 l'a qualifiée de « secte absolue » et a recommandé la prohibition de l'ensemble de ses activités. La possession par l’Église de la Scientologie de dossiers complets sur chacun de ses membres est vue comme le signe qu'il s'agit d'une secte totalitaire et « extrêmement dangereuse » Le rapport a également rejeté les critiques venant des États-Unis sur l'hostilité gouvernementale envers la Scientologie, en déclarant que la protection dont elle disposait là-bas était « excessive ».
En 2005 le Conseil de Paris a pris une résolution disposant que, contrairement à ce qui s'était produit à Marseille, Tom Cruise ne puisse pas être fait citoyen d'honneur de la ville, en raison de son appartenance à la Scientologie.
À la suite des émeutes de 2005 dans les banlieues françaises, la MIVILUDES a averti que les sectes infiltraient de plus en plus puissamment les banlieues, se servant de l'aide qu'elles y apportent comme d'une couverture pour leurs activités répréhensibles. Cet avertissement pointait du doigt un communiqué de l’Église de Scientologie qui « semble s'attribuer le crédit du retour au calme dans une des banlieues en émeute ».
Lorsqu'il était Ministre de l’Économie, Nicolas Sarkozy a reçu Tom Cruise à Paris en 2004, ce qui a donné lieu à des rumeurs selon lesquelles le ministre préparait une modification de la loi de 1905, qui permettrait à la Scientologie d'être considérée comme une organisation religieuse tout en recevant de l'argent de l’État.

## Adhérents
Depuis 1999, l'organisation revendique environ quarante mille adhérents en France. Un article du Figaro de 2008 estimait leur nombre à cinq mille, tandis que selon un ancien cadre ayant quitté le mouvement, ils seraient à peine quatre cents en 2022 .

## Affaires judiciaires et médiatiques (liste non exhaustive)

### Suicide de Patrice Vic
Le 22 novembre 1996, le chef de file de l’Église de Scientologie de Lyon, Jean-Jacques Mazier est condamné à 3 ans de prison, dont 18 mois ferme, pour fraude et homicide involontaire, en raison de son rôle dans le suicide d'un membre s'étant lourdement endetté afin de payer les sessions de formation de l’Église de Scientologie. Quatorze autres membres furent également condamnés.

### Suicide de Kaja Ballo
Kaja Bordevich Ballo, une Norvégienne étudiant à Nice, s'est suicidée le 28 mars 2008, quelques heures après avoir obtenu un résultat négatif à un test scientologique de personnalité (en). Les procureurs ont conclu en décembre de la même année qu'ils n'étaient pas en mesure d'établir un lien entre la Scientologie et ce suicide. La famille n'a pas porté plainte, mais l'affaire a tout de même connu un certain écho médiatique en France comme en Norvège.

### Début de l'affaire de 2008
Le 8 septembre 2008, le juge Jean Christophe Hullin a rendu un verdict selon lequel le Centre des célébrités scientologues, sa librairie, ainsi que sept chefs d’Église devraient être jugés pour fraude et « pratique pharmacologique illégale ». Ce jugement a eu lieu dans le cadre d'une plainte déposée en 1998 par une femme déclarant s'être fait enrôler dans l’Église de Scientologie par un groupe rencontré à la sortie d'une station de métro. Cette femme a aussi déclaré avoir payé 140 000 francs pour des médicaments illégalement prescrits, un e-meter et des livres,. La date de début du procès a été fixée au 25 mai 2009. L'une des conséquences possibles du procès était la dissolution complète de l’Église de Scientologie en France,,. En septembre 2009, il a été établi que la Scientologie ne risquait plus la dissolution quelle que soit l'issue du procès, en raison d'un changement inexpliqué de la législation,. Ce changement a depuis été annulé.

### Condamnation pour fraude

#### Les événements
Le 27 octobre 2009, l’Église de Scientologie a été condamnée pour avoir escroqué ses recrues, l'instruction estimant que l'objectif principal de la scientologie est de « capter la fortune de [ses adeptes] ». L'une des victimes a déclaré avoir perdu plus de 20 000 euros en raison de ce procédé. Les juges ont condamné le Centre et la librairie à payer une amende de 600 000 euros, sans que le parquet obtienne la dissolution complète de l’Église en raison du changement de législation. Cette loi sur la dissolution ne fut rétablie qu'une fois le procès débuté, et par conséquent n'y pouvait être applicable. Les juges ont aussi estimé que la dissolution, en rendant l’Église clandestine, compliquerait sa surveillance. Dans son verdict, le juge d'instruction Jean-Christophe Hullin a critiqué ce qu'il a appelé une « obsession » du gain financier chez les scientologues, ainsi que leurs pratiques dont il estimait qu'elles visaient à plonger les membres dans un « état de sujétion ».
Sept scientologues de haut rang ont été condamnés à des peines d'amende, dont le chef de la Scientologie en France, Alain Rosenberg. Ce dernier, outre une amende de 30 000 euros, a également été condamné à une peine de deux ans de prison avec sursis. Quatre des six autres dirigeants ont été condamnés à des peines allant de six mois à deux ans de prison, tandis que les deux derniers n'ont eu à payer que des amendes plus légères. Agnès Bron, une porte-parole de l’Église de Scientologie, a déclaré que ces condamnations s'apparentaient à une « Inquisition des temps modernes ». Selon Catherine Picard, directrice de l'Association française des victimes de sectes, ces amendes pourraient encourager plus de « recrues scientologues mécontentes » à exprimer leur préoccupation. Elle a également déclaré que « la Scientologie ne pouvait pas se cacher plus longtemps derrière la liberté de conscience ».

#### Réactions de l’Église de Scientologie
Le porte-parole (d'alors) du Centre, Eric Roux, qui a publié en 2018, Tout savoir sur la scientologie, aux éditions Pierre-Guillaume de Roux, déclare « qu'il y a un comportement envers les minorités religieuses en général… qui est plutôt catastrophique ». Par rapport à la MIVILUDES, Roux ajoute : « nous avons un gouvernement qui incite à la haine envers les minorités religieuses ». Toutefois, le fond de sa contestation, ainsi que celle d'autres membres, portait sur le fait que la Scientologie avait été accusée d'escroquer des familles et des individus.
L’Église de Scientologie décide de faire appel, le porte-parole de la branche américaine Tommy Davis déclarant que toute l'affaire est un « procès en hérésie » et ajoutant que « les amendes seront supprimées en appel. Ça nous est déjà arrivé dans d'autres pays et nous nous en sommes sortis. Nous avons confiance dans le fait que, s'il faut aller devant la Cour des Droits de l'Homme, nous y gagnerons ». Il déclare aussi que ces procédures étaient « en violation totale avec la Convention européenne des droits de l'homme et les garanties de liberté inscrites dans la Constitution française ». Selon lui, « la France est plus ou moins au Moyen-Âge sur la question de la tolérance religieuse… Nous sortirons vainqueurs, car ça a été le cas dans d'autres situations ressemblant à celle-là ».
Selon Agnès Bron, la porte-parole du mouvement, « pour chaque personne qui se plaint, nous en avons cent mille prêtes à ne dire que du bien de la scientologie ».

#### Répercussions
Les juges ont également déclaré vouloir appliquer une publication internationale du jugement dans des revues étrangères (dont le Time et l'International Herald Tribune) pour faire passer le message à l'ensemble du mouvement ; selon Olivier Morice, avocat de la partie civile, « c'est un jour historique » dans la mesure où c'est la première condamnation de ce type que reçoit la scientologie, à l'échelle mondiale ». Il souligne aussi que « c'est la première fois en France qu'une entité de l'Église de scientologie est condamnée pour fraude en bande organisée ». Georges Fenech, le directeur de l'époque de la MIVILUDES, a déclaré à la cour « condamner la branche française de la Scientologie en tant qu'entité […] les expose à une dissolution dans le futur ». Il a lui aussi déclaré que « c'est un jour historique dans la lutte contre les activités sectaires », et que bien que les membres soient « autorisés à poursuivre leurs activités […], une graine a été plantée ».
Dans une interview menée par Hana Gartner de la Canadian Broadcasting Corporation, l'ancien scientologue de très haut rang Mark Rathbun a remis en cause l'efficacité de la condamnation : « Pour l'histoire en France, je ne pense pas que ça aura un effet durable quelconque, tout simplement parce qu'ils ont reçu une amende de neuf cent mille dollars, je crois, ce qui est de la petite monnaie pour eux. Ils ont littéralement presque un milliard de dollars de côté dans leur « trésor de guerre. »

### Affaire du nouveau siège
En 2019, l'Église de scientologie a acheté un bâtiment de 7 000 m2 à Saint-Denis à quelques mètres du Stade de France pour trente-trois millions d'euros dans le but d'en faire son nouveau siège, projet contre lequel s'est insurgée la mairie (PCF) ainsi que d'autres acteurs politiques. La justice a finalement rejeté les revendications des élus et autorisé la poursuite des travaux. Il est inauguré le 6 avril 2024, quelques mois avant les jeux olympiques de 2024.